# BID 150
Le BID 150 est un système de chiffrement vocal, notamment utilisé avec le système radio Larkspur.
BID signifie «British Inter Departmental» (Interdépartementale britannique). Ces systèmes ou types d'équipements étaient généralement utilisés par plus d'une agence ou d'un département gouvernemental. L'autorité responsable des BID était le Groupe de sécurité électronique des communications (CESG), qui faisait partie du Quartier général des communications du gouvernement (GCHQ).
Le générateur de clé de chiffrement de la parole BID/150 est un dispositif à canal unique utilisé avec le système radio Larkspur C42 et C45 de l'armée britannique. Il s'agissait du premier système vocal sécurisé Combat Net dont la clé était réglée par l'utilisation de cartes perforées à l'intérieur de l'appareil. Des exemples du BID/150 sont exposés au Royal Signals Museum, Blandford Forum.
Il a été utilisé pour la première fois par le 15e régiment de transmissions lors de la crise d'Aden à la fin des années 1960 et a été largement utilisé depuis le niveau du bataillon jusqu'au quartier général du corps d'armée. Il est resté en usage jusqu'au début des années 1980.
En mode sécurisé, le signal vocal analogique est numérisé, puis crypté en combinaison avec la clé numérique générée par le BID/150. Le flux numérique est ensuite transmis à l'émetteur pour moduler la porteuse par impulsions. Lors de la réception, la séquence est inversée.
De bonnes performances radio étaient nécessaires pour un travail sécurisé et fiable. À cette fin, les véhicules transportant le système C42-DM-BID/150 étaient équipés d'un mât de 27 pieds et d'une antenne surélevée. L'ensemble était équipé d'une « boîte Goodman » permettant de vérifier l'intensité du signal et les performances de l'antenne. L'opérateur devait effectuer des recherches sur l'installation et les exercices de performance à suivre scrupuleusement.